# عنکبوت‌ها (فیلم)
عنکبوت‌ها (آلمانی: Die Spinnen) فیلمی به کارگردانی فریتس لانگ است که در سال ۱۹۱۹ منتشر شد.